# Werner Hamacher
Werner Hamacher (1948.) je njemački književni kritičar i književni teoretičar na kojeg je utjecala filozofska doktrina dekonstrukcije. Hamacher je studirao filozofiju, komparativnu književnost i religiju na berlinskom sveučilištu i na École Normale Supérieure u Parizu, gdje dolazi u dodir s Jacquesom Derridom. Od 1998. do 2013. bio je profesor na frankfurtskom sveučilištu na institutu opće i komparativne književnosti (Institut für Allgemeine und Vergleichende Literaturwissenschaft), a od 2003. profesor je na European Graduate School u Saas-Feeu, u Švicarskoj.
Prije je bio profesor njemačkog i društvenih znanosti na sveučilištu Johns Hopkins u Baltimoru a nekoliko godina je radio i na sveučilištu u New Yorku.
Napisao je "Pleroma—Dialectics and Hermeneutics in Hegel" i "Premises: Essays on Philosophy from Kant to Celan" a radio je i kao urednik za  Meridian: Crossing Aesthetics, što je objavljivao Stanford University Press. Preveo je eseje Paula de Mana na njemački.

## Prijevodi
- Hamacher, Werner. Para-la filología / 95 Tesis sobre la Filología, Buenos Aires, Miño y Dávila editores, 2011.
- Hamacher, Werner. Lingua amissa, Buenos Aires, Miño y Dávila editores, 2012.

## Vanjske poveznice
- Werner Hamacher.  Arhivirana inačica izvorne stranice od 12. listopada 2015. (Wayback Machine) Faculty Webpage @ European Graduate School
- Werner Hamacher.  Arhivirana inačica izvorne stranice od 22. srpnja 2009. (Wayback Machine) @ Goethe University Frankfurt. Institut für Allgemeine und Vergleichende Literaturwissenschaft. (njemački)